# Movimento para a Democracia Multipartidária
O Movimento para a Democracia Multipartidária (MMD) é um partido político na Zâmbia. Originalmente criado para expulsar o governo anterior, MMD controlava uma maioria absoluta no Parlamento entre 1991 e 2001, quando o seu anterior líder, Frederick Chiluba, foi presidente do país. A sua eleição para o poder em 1991 acabou com a regra dos 27 anos do ex-presidente Kenneth Kaunda, Partido Unido para a Independência Nacional. Continua a ser o partido dominante na política zambiana que é de centro-esquerda.

## Gênese do partido e a primeira eleição
Em 1990, a crescente oposição ao monopólio da UNIP sobre o poder, devido em parte à escassez de alimentos e a um declínio econômico geral, levou à ascensão do Movimento para a Democracia Multipartidária (MMD).  Iniciado como um partido de coalizão com o objetivo específico de derrubar a UNIP, o MMD reuniu gradualmente um grupo cada vez mais impressionante de importantes zambianos, incluindo desertores proeminentes da UNIP e líderes trabalhistas. 
Durante o mesmo ano, pressionado pela pressão interna e internacional, o presidente Kaunda concordou com um referendo sobre o estado de partido único, mas, diante da contínua oposição, abandonou o referendo e assinou uma emenda constitucional fazendo da Zâmbia um estado multipartidário. 
As primeiras eleições multipartidárias da Zâmbia para o parlamento e a presidência desde a década de 1960 foram realizadas em 31 de outubro de 1991. O candidato do MMD Frederick Chiluba carregou de forma retumbante a eleição presidencial sobre Kenneth Kaunda com 81% dos votos. Para adicionar ao deslizamento de MMD, nas eleições parlamentares o MMD ganhou 125 dos 150 assentos eleitos e o UNIP os 25 restantes.

## MMD e a segunda eleição
No final do primeiro mandato de Chiluba como presidente (1996), o compromisso do MMD com a reforma política havia desaparecido diante das exigências de reeleição. O MMD começou a desmoronar quando vários políticos proeminentes fundaram partidos opostos. 
Apoiando-se na esmagadora maioria do MMD no parlamento, o presidente Chiluba, em maio de 1996, aprovou emendas constitucionais que eliminaram o ex-presidente Kaunda e outros proeminentes líderes da oposição do país. Nas eleições presidenciais e parlamentares realizadas em novembro de 1996, Chiluba foi reeleito e o MMD ganhou 131 das 150 cadeiras da Assembléia Nacional. O partido da UNIP de Kaunda boicotou votou nas eleições parlamentares para protestar contra a exclusão de seu líder da corrida presidencial, alegando, além disso, que o resultado da eleição havia sido predeterminado devido a um exercício incorreto de registro de eleitores. 
Apesar do boicote da UNIP, as eleições aconteceram pacificamente, e participaram cinco candidatos presidenciais e mais de 600 parlamentares de 11 partidos. Posteriormente, no entanto, vários partidos da oposição e Organizações  não-governamentais declararam as eleições nem livres nem justas. Como o Presidente Chiluba iniciou seu segundo mandato em 1997, a oposição continuou a rejeitar os resultados da eleição em meio a esforços internacionais para encorajar o MMD e a oposição a resolver suas diferenças por meio do diálogo. 
No início de 2001, os partidários do presidente Chiluba montaram uma campanha para emendar a constituição para permitir que Chiluba buscasse um terceiro mandato. A sociedade civil, os partidos da oposição e muitos membros do partido governista exerceram pressão suficiente sobre Chiluba para forçá-lo a recuar de qualquer tentativa em um terceiro mandato.

## MMD e a terceira eleição
As eleições presidencial, parlamentar e governo local foram realizadas em 27 de dezembro de 2001. Onze dos partidos contestaram as eleições. As eleições encontraram numerosos problemas administrativos com os partidos da oposição, alegando que ocorreram graves irregularidades. No entanto, o MMD ganhou 27,5% dos votos populares e 69 dos 159 assentos parlamentares.
Seu candidato para a eleição presidencial, Levy Mwanawasa, recebeu 29,1% dos votos e foi declarado vencedor por uma margem estreita. Ele foi empossado no cargo em 2 de janeiro de 2002. 
Três partidos apresentaram petições ao Supremo Tribunal, contestando os resultados eleitorais. A petição permaneceu sob consideração pelos tribunais em fevereiro de 2003. Os partidos de oposição obtiveram a maioria dos assentos parlamentares nas eleições de dezembro de 2001, mas eleições subsequentes deram ao MMD uma pequena maioria no Parlamento.

## 2006 Eleições presidenciais e parlamentares
Em 28 de setembro de 2006 Assembleia Nacional resultados da eleição o partido ganhou 74 dos 159 lugares. Seu candidato presidencial, Levy Mwanawasa, obteve 43.0% dos votos.

## 2008 Eleições presidenciais
Após a morte súbita de Levy Mwanawasa em 19 de agosto de 2008 devido a uma derrame, eleições presidenciais antecipadas nas quais o candidato do Movimento para a Democracia Multipartidária, Rupiah Banda, ganhou com 40,09% dos votos nacionais, derrotando estreitamente Michael Sata da frente patriótica que recebeu 38,13% dos votos nacionais, por uma margem de apenas 1,96%.